# Portes (Eure)
Portes ist eine französische Gemeinde mit 260 Einwohnern (Stand: 1. Januar 2022) im Département Eure in der Region Normandie. Sie gehört zum Arrondissement Évreux und zum Kanton Conches-en-Ouche sowie zum Gemeindeverband Pays de Conches. Die Einwohner werden Portois genannt.

## Geografie
Portes liegt etwa 14 Kilometer westlich von Évreux. Umgeben wird Portes von den Nachbargemeinden Ormes im Norden, Ferrières-Haut-Clocher im Osten, La Croisille und Saint-Élier im Süden, Burey im Südwesten, Faverolles-la-Campagne im Westen sowie Émanville im Nordwesten.

## Bevölkerungsentwicklung
| Jahr      | 1962 | 1968 | 1975 | 1982 | 1990 | 1999 | 2006 | 2013 |
| Einwohner | 147  | 119  | 141  | 163  | 194  | 192  | 256  | 270  |

Quelle: INSEE

## Sehenswürdigkeiten
- Kirche Notre-Dame